# Gyps
Gyps és el gènere amb major quantitat d'espècies de tots els voltors del Vell Món; de fet, es tracta de l'únic gènere no monoespecífic. Es tracta d'un grup de grans ocells de la família dels accipítrids, a l'ordre dels accipitriformes. Són aus típicament vulturines, amb ales amples adaptades al planeig, colls llargs i hàbits alimentaris carronyaires. El coll i el cap, sense ploma, estan coberts de plomissa. Algunes de les espècies es troben entre les més sociables de l'ordre. La distribució del gènere abasta Àfrica i Euràsia meridional.

## Taxonomia
Segons la classificació del Congrés Ornitològic Internacional versió 12.2, 2022, es reconeixen 8 espècies dins aquest gènere:
- Voltor dorsiblanc africà (Gyps africanus)
- Voltor dorsiblanc asiàtic (Gyps bengalensis)
- Voltor de l'Índia (Gyps indicus)
- Voltor becfí (Gyps tenuirostris)
- Voltor de Rüppell (Gyps rueppelli)
- Voltor de l'Himàlaia (Gyps himalayensis)
- Voltor comú (Gyps fulvus)
- Voltor del Cap (Gyps coprotheres)